# St. Louis Arena
Le St. Louis Arena était une salle omnisports située à Saint-Louis dans le Missouri. L'aréna était le domicile des Blues de Saint-Louis et des défunts Eagles de Saint-Louis de la Ligue nationale de hockey.

## Événements
- 23e Match des étoiles de la Ligue nationale de hockey, 20 janvier 1970
- Final Four basket-ball NCAA, 1973 et 1978
- NCAA Frozen Four, 1975
- NCAA Men's Midwest Regional finals, 1982, 1984 et 1993
- 39e Match des étoiles de la Ligue nationale de hockey, 9 février 1988
- Missouri Valley Conference men's basketball tournament, 1992 à 1994